# エティエンヌ・ガイイ
エティエンヌ・ガイイ（Etienne Gailly, 1922年11月26日 - 1971年11月3日）は、ベルギーの陸上競技選手。1948年ロンドンオリンピックのマラソン競技で銅メダルを獲得した。

## 経歴
ガイイは第二次世界大戦に落下傘兵として従軍した。大戦末期の1944年に故郷が荒廃している現状に心動かされ解放運動に参加し、オリンピックで金メダルを取ることを誓った。
ガイイは、もともとロンドンの陸上クラブで走っていたランナーであった。戦争が終わっても競技は続けていたものの、そこそこ強いといったレベルで世界トップレベルとは程遠い選手であった。このため、1948年ロンドンオリンピックのマラソンに出場が決まったものの、さほど注目を浴びてはいなかった。しかし、この大会でガイイはヒーローとなった。
ロンドンオリンピックのマラソン競技は、例年と比べ高温多湿の中行われた。実はマラソンの距離は初挑戦であったガイイは、スタートからリードし、中間地点では2位に30秒以上の差をつける快走を見せた。2度ほど、後方からガイイに迫ったランナーもいたが、それでもガイイのリードは保たれたままだった。このまま番狂わせが起こるかと思われたが、高温多湿の気象条件はガイイの体に徐々にダメージを与え、次第に2位との差は縮まっていった。しかし、ガイイは自身の体に起こっていた脱水症状をさほど危険視していなかった。
そして、スタジアムに入る直前の頃には、ガイイはもはまともに走ることもままならなくなった。千鳥足になったガイイにアルゼンチンのデルフォ・カブレラとイギリスのトーマス・リチャーズが迫ってきた。ガイイはスタジアムにトップで現れ、観衆はガイイに大声援を送ったが、ラスト1周でよれよれのガイイをついにカブレラが追い抜いていった。直後、ガイイは転倒し、その間リチャーズにも追い抜かれた。その光景に観衆は息を飲み、立ち上がらせたいと思った。最後の直線でガイイは再び転倒したものの、最終的に体を引きずるようにしてゴールした。スタジアム内で2人に抜かされ3位の銅メダルに終わったものの、最後まであきらめなかったガイイに場内はスタンディングオベーションに包まれた。ガイイはゴール後そのまま病院に搬送され、表彰式に出ることはできなかった。
ガイイは1950年のヨーロッパ選手権のマラソンに出場し、その後朝鮮戦争に参加し負傷した。そのためか、その後もガイイの活躍する姿を見ることはできなくなった。
1971年11月3日、ガイイは48歳で死去した。